# Санкт-Ульрих-Штайр
Санкт-Ульрих-Штайр (нем. Sankt Ulrich bei Steyr) — коммуна (нем. Gemeinde) в Австрии, в федеральной земле Верхняя Австрия.
Входит в состав округа Штайр. Население составляет 3119 человек (на 31 декабря 2005 года). Занимает площадь 39 км². Официальный код — 41514.

## Политическая ситуация
Бургомистр коммуны — Мариа Терезиа Трауник (АНП) по результатам выборов 2003 года.
Совет представителей коммуны (нем. Gemeinderat) состоит из 25 мест.
- АНП занимает 15 мест.
- СДПА занимает 10 мест.